# L’Estère
L’Estère (Haitianisch-Kreolisch Lestè) ist eine Gemeinde im Département Artibonite von Haiti.

## Geschichte
Die Entstehung des Orts geht auf die Errichtung eines militärischen Stützpunkts der französischen Kolonialtruppen im Jahr 1697 zurück.
Im Jahr 1908 wurde die Gemeinde L’Estère offiziell gegründet und erhielt 1984 den Status einer Stadt.

## Lage und Beschreibung
Neben dem Stadtzentrum Ville de L'Estère bestehen zwei Gemeindebezirke;
1. La Croix Perisse mit Bois Blanc, Carrefour Bois de Chaux, Catigale, Dalfeuille, Désiré, Gayatant, La Cour Périsse, Macajou, Macatin, Manyan, Mapou, Mare Louise, Nan Toussaint, Perisse, Rigaud, Rival, Roselière, Savane und Ti Périsse sowie
2. Petites-Desdunes mit Au Source Nord, Bellevue, Bois Croc, Bois Dehors, Carrefour Périsse, Grand Rac, Johanisse, La Chicotte, La Croix, L'Estère Large, Macaya, Machine, Pegne, Savane Desdunes und Savane Désolée.

Die Route Nationale RN-1 führt durch den Ort und verbindet ihn mit Gonaïves im Norden (24 Kilometer) und Saint-Marc im Süden (32 Kilometer).

## Personen aus L’Estère
- Fucien Brunel (* 1984), haitianischer Fußballspieler